# 长梗玄参
长梗玄参（学名：Scrophularia fargesii）为玄参科玄参属下的一个种。

## 扩展阅读
- 維基物種上的相關：长梗玄参